# Chionaema basiflava
Chionaema basiflava là một loài bướm đêm thuộc phân họ Arctiinae, họ Erebidae.